# Horst Dröse
Horst Dröse, född den 23 november 1949 i Frankfurt am Main, Tyskland, är en västtysk landhockeyspelare.
Han tog OS-guld i herrarnas landhockeyturnering i samband med de olympiska sommarspelen 1972 i München.